# Witold Pronobis

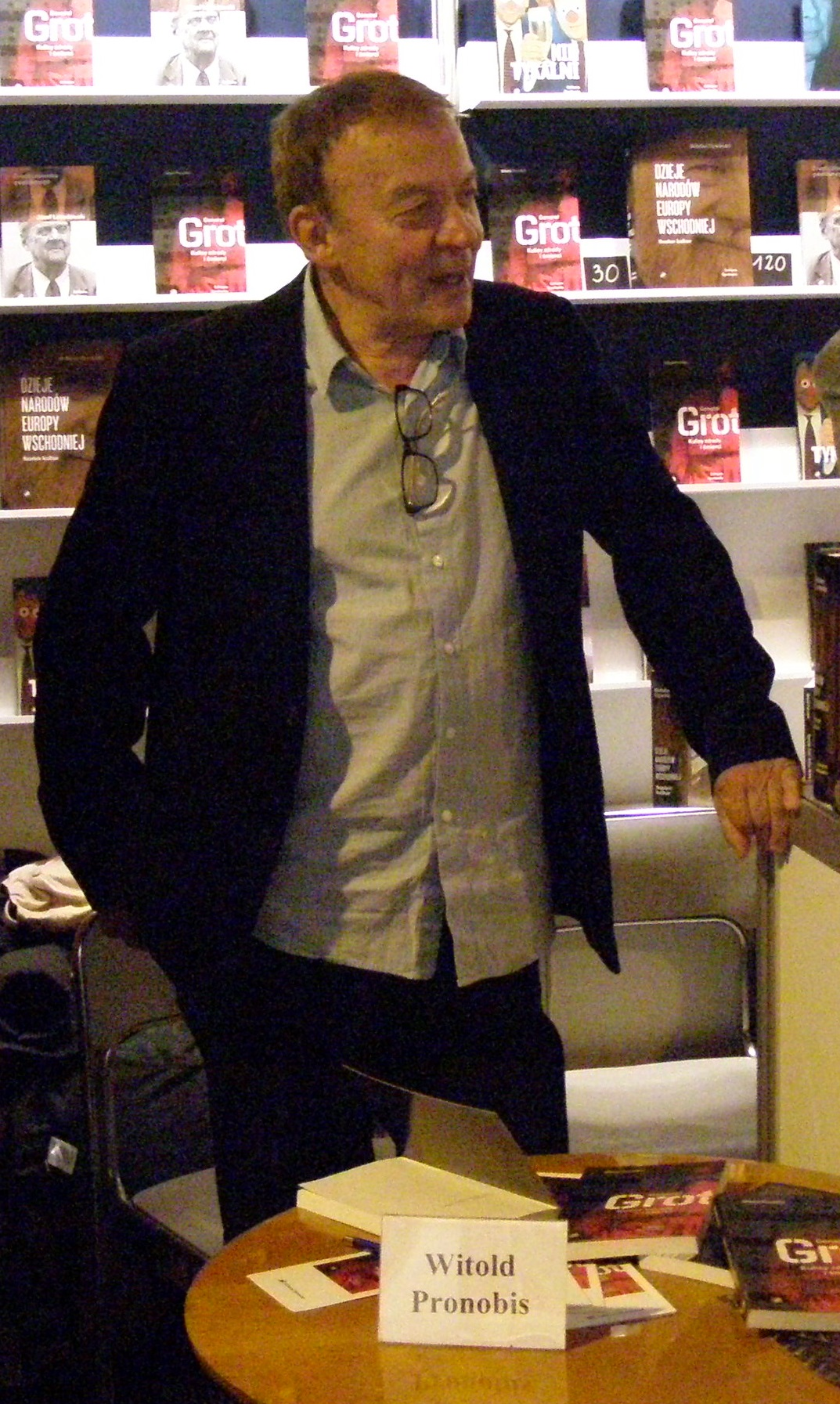
Witold Pronobis

Witold Pronobis (* 27. Januar 1947) ist ein polnischer Historiker, Publizist und Journalist.  

## Leben
Witold Pronobis studierte Geschichte an der Nikolaus-Kopernikus-Universität in Toruń, 1970 wurde er dort wissenschaftlicher Mitarbeiter. 1976 wurde er mit einer Dissertation über die 1939 an Ostpreußen angegliederten polnischen Gebiete („Rejencja Ciechanowska“, dt. Regierungsbezirk Zichenau) promoviert.
Anfang der 1980er-Jahre ging er in die Bundesrepublik Deutschland. 1983 wurde er Redakteur beim polnischen Programm von Radio Free Europe in München. Dort baute er die größte ausländische Sammlung polnischer Untergrundpresse auf. 
Er ist Autor zahlreicher Geschichtsdokumentationen, u. a. über das Massaker von Katyn oder den Aufruf der polnischen Bischöfe an ihre deutschen Amtsbrüder zur Versöhnung vom November 1965. Er arbeitete mit den in Paris erscheinenden Zeszyty Historyczne („Historische Hefte“) und anderen polnischen Exilverlagen (Widnokrąg, Libertas, Puls) zusammen. Darüber hinaus stand er im Kontakt mit Untergrundverlagen in Polen. Er ist Autor eines Lehrbuchs der Geschichte Polens und der Welt im 20. Jahrhundert, das in den ersten Jahren nach der politischen Wende von 1989 in den meisten polnischen Schulen verwendet wurde. Von 1999 bis 2009 führte er im westpolnischen Dorf Marwice bei Gorzów Wielkopolski eine Begegnungsstätte für den grenzüberschreitenden Dialog.

## Werke
- Polska i świat w XX wieku. Warszawa 1990 (Polen und die Welt im 20. Jahrhundert).
- Istria. Przewodnik turystyczny. Warszawa 1997 (Istrien. Reiseführer.)
- Poradnik dla działaczy samorządowych w warunkach jednoczącej sie Europy. Warszawa 1999 (Ratgeber für Selbstverwaltungsaktivisten im sich vereinigenden Europa)
- Generał Grot. Kulisy zdrady i śmierci. Warszawa 2014 (General Grot. Kulissen des Verrats und des Todes)